# Yoshimitsu Kono
Yoshimitsu Kono –en japonés, 河野 義光, Kono Yoshimitsu– (17 de octubre de 1946) es un deportista japonés que compitió en judo. Ganó una medalla de plata en el Campeonato Mundial de Judo de 1969 en la categoría de –70 kg.

## Palmarés internacional
| Campeonato Mundial | Campeonato Mundial        | Campeonato Mundial | Campeonato Mundial |
| Año                | Lugar                     | Medalla            | Categoría          |
| ------------------ | ------------------------- | ------------------ | ------------------ |
| 1969               | Ciudad de México (México) | Medalla de plata   | –70 kg             |